# Aeroportul Bari „Karol Wojtyła”
Aeroportul Bari „Karol Wojtyła” (IATA: BRI, ICAO: LIBD) este un aeroport din Bari, Metropolitan City of Bari⁠(d), Apulia, Italia ce deservește zona Bari. Aeroportul a fost tranzitat în 2023 de 6.461.179 de pasageri. A fost deschis în 1914 și numit după zona deservită.
Situat la o altitudine de 58 m, aeroportul dispune de 1 pistă. Este operat de Aeroporti di Puglia⁠(d).

## Infrastructură

### Piste
Aeroportul dispune de o singură pistă. Pista 07/25 are suprafața de asfalt și dimensiunile 2.440 m × 45 m. 